# ناتاليا رحمن
ناتاليا رحمن (بالإنجليزية: Natalia Rahman) هي لاعبة رماية أسترالية، ولدت في 24 يوليو 1982 في ملبورن في أستراليا.

## وصلات خارجية
- ناتاليا رحمن على موقع أوليمبيديا (الإنجليزية)
- ناتاليا رحمن على موقع اللجنة الأولمبية الأسترالية (الإنجليزية)
- ناتاليا رحمن على موقع اتحاد ألعاب الكومنولث (مؤرشف) (الإنجليزية)
- ناتاليا رحمن على موقع دورة ألعاب الكومنولث 2006 (مؤرشف) (الإنجليزية)